# Чампс
The Champs е rock'n'roll група, известни най-вече заради инструментала им Tequila.

## История
Сформирани са от изпълнителния директор на Challenge Records Джин Отри, за записването на Б-страна на сингъл на Дейв Бъргес.
Парчето, което записват става по-популярно от А-страната Train to Nowhere. Tequila стига първото място само за три седмици и прави групата една от водещите, с инструментал, който е първото нещо, което пускат на пазара. Песента е записана в Gold Star Studios през 1958, а през следваща година печели Грами за най-добър ритъм енд блус запис.
The Champs имат успех и с други инструментали, например Limbo Rock и La Cucaracha на Чъби Чекър. Групата записва и продължение на Tequila, озагалавено Too Much Tequila.

## Членове на групата
Членове на групата са Глен Кемпбъл, Джим Сийл и Даш Крофтс. Tequila е композирана и изпълнена от саксофониста Дани Флорес (известен под псевдонима Чък Рио, и като Кръстника на латино рока).